# Pygarctia eglenensis
Pygarctia eglenensis là một loài bướm đêm thuộc phân họ Arctiinae, họ Erebidae.